# Carapichea ipecacuanha
Іпекакуана (Carapichea ipecacuanha) — трав'яниста рослина родини маренові (Rubiaceae),  вид  роду  Carapichea, до недавнього часу належав до роду психотрія (Psychotria).

## Морфологічна характеристика
Напівкущ. Кореневище тонке, розгалужене. Стебло 15—40 см заввишки. Листки цілісні овальні й супротивні. Квітки зібрані в напівкулясті головки.

## Середовище проживання
Зростає в Центральній і Південній Америках: Коста-Ріка, пд.-сх. Нікарагуа, Панама, Колумбія, Еквадор, Бразилія; також культивується.
Росте у вологих тропічних лісах.

## Використання
З кореня виготовляють відхаркувальний і блювотний лікарські засоби.